# Marie Antoinette
Marie Antoinette è un film del 2006 scritto e diretto da Sofia Coppola.
La pellicola rilegge in chiave pop la vita di corte di Maria Antonietta, sposa di Luigi XVI, re di Francia, dal suo difficile ingresso a Versailles nella primavera del 1770 sino allo scoppio della rivoluzione e al suo trasferimento al Palazzo delle Tuileries il 6 ottobre 1789. Il film è tratto dalla biografia di Maria Antonietta scritta da Antonia Fraser Maria Antonietta - La solitudine di una regina.

## Trama
Austria, 1769. Per suggellare l'alleanza tra Francia e Austria, l'imperatrice Maria Teresa offre in sposa la figlia, la quattordicenne arciduchessa Antoinette, al sedicenne Luigi Augusto, delfino di Francia e futuro Luigi XVI. Dopo la "consegna della sposa" presso Schuttern sul Reno nel 1770, nella quale Antoinette viene spogliata di tutto ciò che rappresentava la sua vita austriaca (compreso il suo cagnolino) e viene presentata ufficialmente al fidanzato Luigi Augusto, il ministro degli affari esteri Choiseul e il resto della famiglia, diventa così la delfina di Francia Maria Antonietta.
Sotto lo scrutinio dell'intera corte, la delfina si trasferisce nei suoi appartamenti a Versailles, dove inizia il suo difficile rapporto con l'aristocrazia, i costumi e l'etichetta francesi. Il suo matrimonio non consumato, e quindi l'apparente incapacità di Maria Antonietta di dare vita ad un erede, peggiorano la sua posizione all'interno della corte.
Per sfuggire ai pettegolezzi e alle dicerie di corte, Maria Antonietta si rifugia nelle amicizie, come quella con la giovane principessa di Lamballe e la duchessa di Polignac, e negli svaghi raffinati. Durante una festa in maschera conosce il conte Hans Axel von Fersen, capitano delle guardie svedesi.
Nel 1774, re Luigi XV muore e Luigi Augusto e Maria Antonietta diventano i nuovi regnanti di Francia. Mentre Maria Antonietta continua il suo eccessivo stile di vita, il re si prepara a spedire aiuti alla rivoluzione americana. Per risolvere la questione del talamo coniugale, in aiuto alla coppia reale arriva il fratello di Maria Antonietta, l'imperatore Giuseppe II, e, sotto la guida dei suoi consigli, il matrimonio viene finalmente consumato e Maria Antonietta dà alla luce la principessa Maria Teresa.
Dopo la nascita della figlia la regina abbandona le feste e la vita di corte e si ritira con pochi intimi nella più modesta residenza del Petit Trianon, dove inizia una vita più sobria e campestre. Qui riprende la sua relazione adulterina con il capitano Fersen, che viene interrotta dalla partenza per il fronte del capitano: ciò segna il suo ritorno a Versailles, dove dà alla luce l'atteso delfino di Francia, Luigi Giuseppe.
L'impegno francese nella guerra americana grava pesantemente sulla popolazione francese, producendo un malcontento indirizzato perlopiù verso il capro espiatorio di Maria Antonietta, la quale viene accusata di star portando la Francia alla bancarotta con la sua lussuria e il suo sperpero di denaro; contro di lei si diffondono sempre più frequentemente grotteschi libelli scandalistici e pornografici. Dopo la presa della Bastiglia, mentre parenti e amici iniziano a fuggire dal Paese, Maria Antonietta e Luigi XVI decidono di rimanere a Versailles. L'agitazione popolare culmina quando una notte di ottobre una folla inferocita penetra nella reggia con l'intenzione di assassinare la regina; i ribelli ottengono così che la coppia reale e il resto della corte si trasferisca a Parigi.

### Anacronismi ed errori storici
- In una scena del film, tra le varie scarpe comprate da Maria Antonietta compare anche un paio di Converse Chuck Taylor All-Stars color malva.
- Nella scena del ballo in maschera, si può notare che la festa ha luogo in alcuni ambienti dell'Opéra di Parigi, teatro che verrà costruito molto tempo dopo le vicende del film e della Rivoluzione francese; più precisamente tra il 1861 ed il 1875, durante il Secondo Impero francese, sotto il regno di Napoleone III di Francia. Prova dell'errore commesso è l'evidente presenza del famoso Scalone d'Onore del teatro.
- In una scena del film viene mostrata la regina in posa con i figli per essere ritratta su una tela da una pittrice (probabilmente Élisabeth Vigée Le Brun), ma nella realtà storica la tela in questione è stata dipinta dal pittore Adolf Ulrik Wertmüller.
- In un'altra scena del film, Maria Antonietta e Luigi XVI assistono al parto della contessa di Provenza Maria Giuseppina di Savoia. In realtà quest'ultima non ebbe figli, in quanto non consumò mai il matrimonio col marito Luigi di Borbone, mentre fu sua sorella Maria Teresa di Savoia, contessa d'Artois e moglie di Carlo di Borbone, a dare alla luce Luigi Antonio di Borbone-Francia. Vi è stata infatti un'inversione dei ruoli dei fratelli del re.
- Nella scena di presentazione tra Maria Antonietta ed il Delfino, quest'ultimo indossa un tricorno con coccarda tricolore. In realtà la coccarda, fino al 1789, era bianca, colore della casata Borbone.
- Nel film Maria Antonietta e Luigi XVI hanno tre figli, nella realtà hanno avuto quattro figli di cui due morti in giovane età.

## Produzione
Alla produzione fu concesso un accesso senza precedenti alla Reggia di Versailles per le riprese del film.

### Riprese
Le riprese si svolsero principalmente a Versailles (inclusi il Petit Trianon e l'Hameau de la Reine) e presso l'Opéra di Parigi; alcune scene furono girate a Vaux-le-Vicomte, Château de Chantilly, Hôtel de Soubise e al Belvedere a Vienna.
Milena Canonero e sei assistenti designer si occuparono della creazione dei vari costumi. Quasi tutte le scarpe sono state disegnate e prodotte da Manolo Blahnik, mentre centinaia di parrucche furono realizzate dall'azienda Rocchetti & Rocchetti. Come rivelato nel documentario "Making of" incluso nella versione in DVD del film, il look del Conte von Fersen fu ispirato dalla rockstar anni ottanta Adam Ant.

Costumi di Kirsten Dunst in mostra alla Marie-Antoinette, métamorphoses d’une image nel 2019
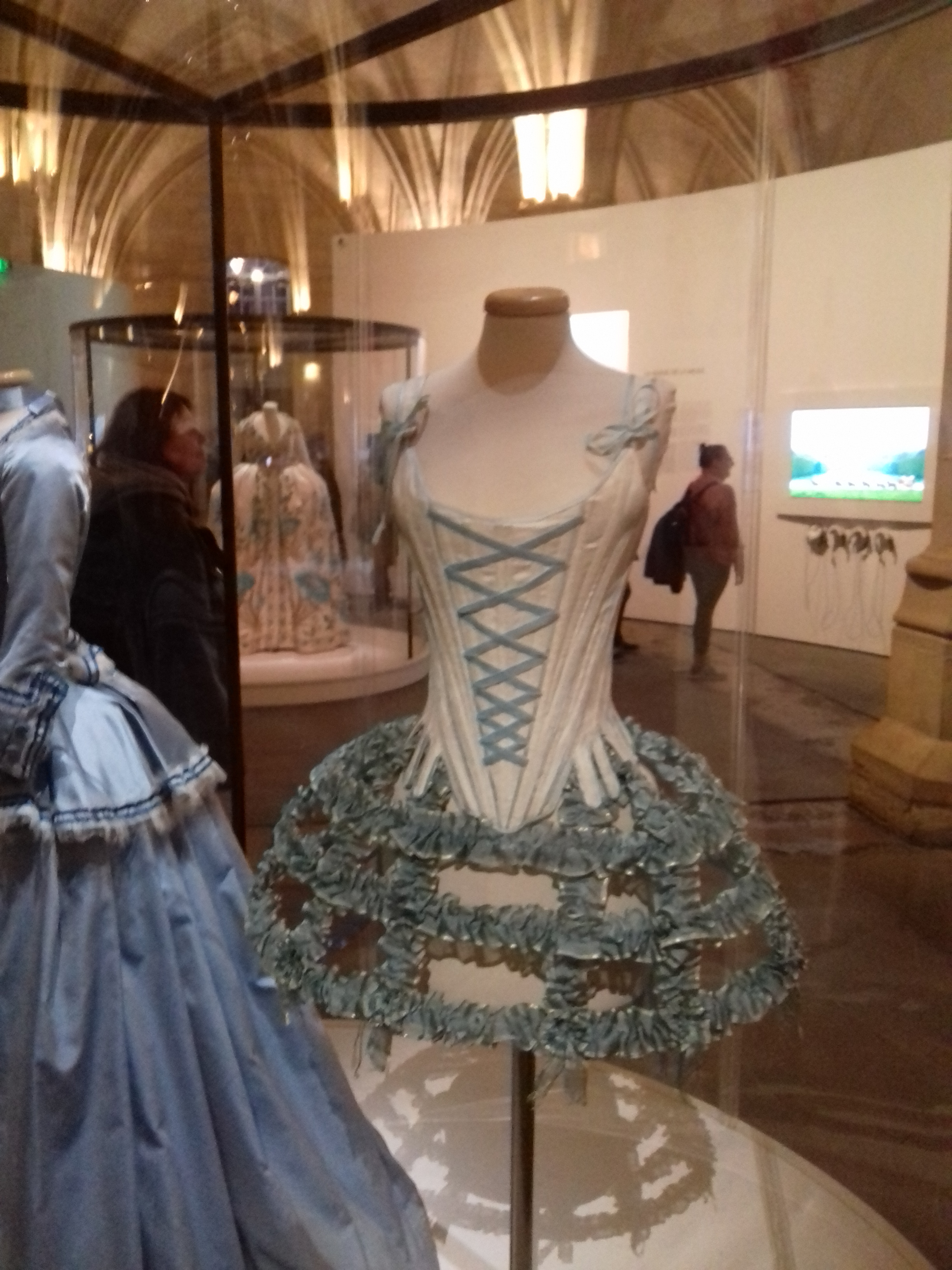
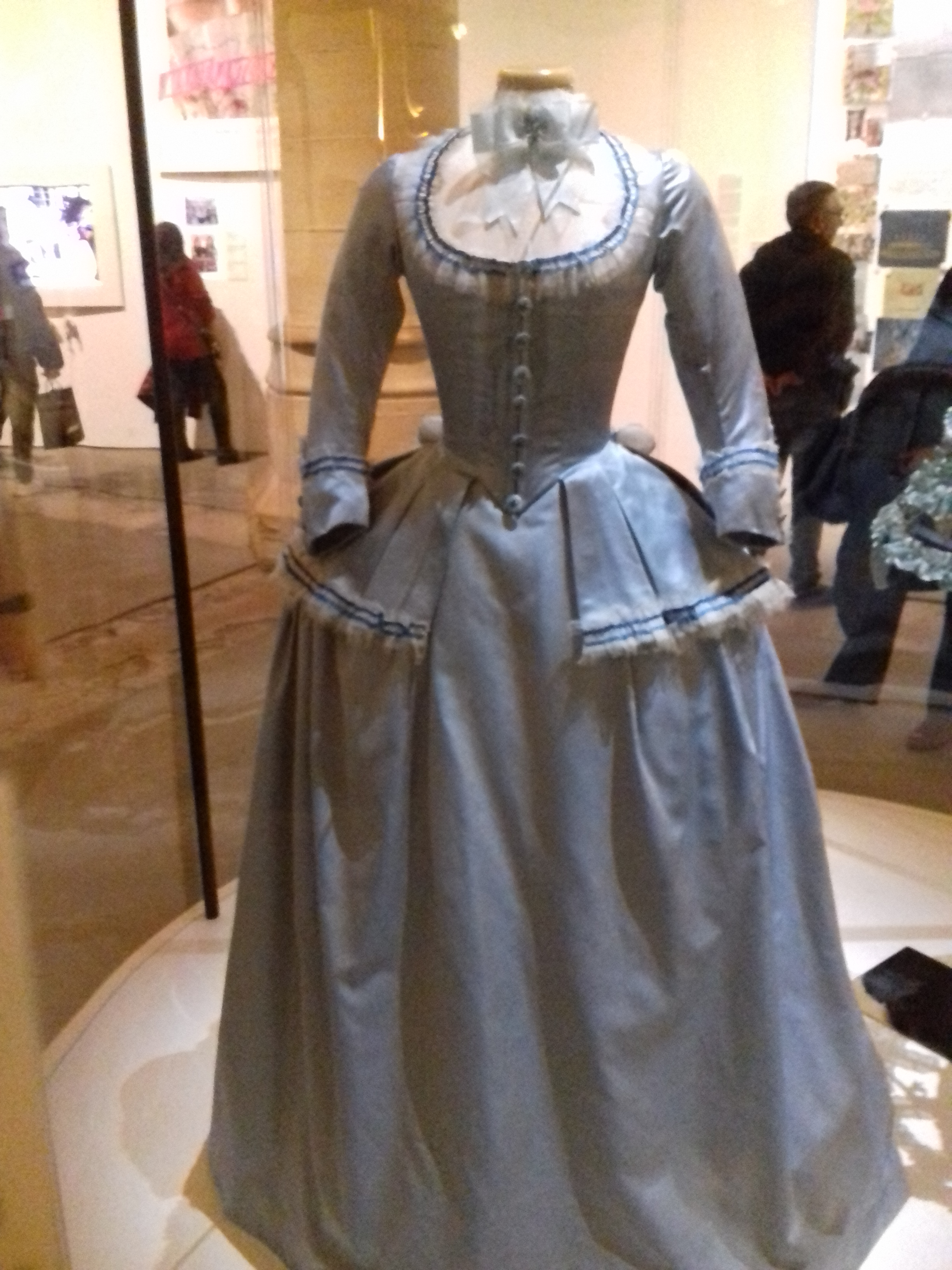

Il budget del film è di 40 000 000 di dollari.

## Colonna sonora
La colonna sonora è divisa in due dischi. Il metodo di suddivisione è principalmente "musica moderna" e "musica classica". Ci sono però eccezioni (come ad esempio il Concerto in sol maggiore del CD 1 o Fools Rush In nel 2), e non è quindi da considerare che il primo disco abbia solo musica nuova mentre il secondo ne abbia solo di antica.
Per quello che riguarda la musica moderna sono stati scelti brani rock e pop degli anni ottanta e odierni di gruppi indie. Questa scelta rende infatti il film molto interessante (ricordando scene come quella con sottofondo I Want Candy dei Bow Wow Wow, in cui si esibiscono gli eccessi della vita di Maria Antonietta e delle amiche) e dando un'idea di Maria Antonietta e della corte, secondo ciò che ha affermato la Coppola, come fossero icone pop.
La musica classica è spesso composta da brani antichi, spesso solo per pianoforte o per clavicembalo. Tuttavia alcuni brani sono composizioni dei maggiori esponenti di musica elettronica contemporanea. È importante anche questa colonna sonora, perché rende l'idea di ciò che era in auge all'epoca. Alcune scene sono infatti anche girate all'Opéra di Parigi, in cui vengono riprese opere liriche, una forma di teatro molto diffusa e apprezzata nel '700, e in una scena, in cui si festeggia il compleanno della regina, Yolande de Polignac racconta quanto sia rimasta incantata dalle Nozze di Figaro e di quanto l'abbiano divertita, oltre che affermare che le donne di Parigi, anch'esse incantate dall'opera di Mozart, si facevano scrivere i versi sui ventagli. Ancora una volta abbiamo una testimonianza di quanto la musica fosse ben apprezzata da borghesi e aristocratici del tempo.
Disco 1:
1. Hong Kong Garden – Siouxsie & The Banshees
2. Aphrodisiac – Bow Wow Wow
3. What Ever Happened – The Strokes
4. Pulling Our Weight – The Radio Dept.
5. Ceremony – New Order
6. Natural's Not in It – Gang of Four
7. I Want Candy (Kevin Shields Remix) – Bow Wow Wow
8. Kings of the Wild Frontier – Adam & the Ants
9. Concerto in G op. 51 n.4 Alla rustica – Antonio Vivaldi / Reitzell
10. The Melody of a Fallen Tree – Windsor for the Derby
11. I Don't Like It Like This – The Radio Dept.
12. Plainsong – The Cure

Disco 2:
1. Intro Versailles – Reitzell / Beggs
2. Jynweythek Ylow – Aphex Twin
3. Opus 17 – Dustin O'Halloran
4. Il Secondo Giorno (Instrumental) – AIR
5. Keen On Boys – The Radio Dept.
6. Opus 23 – Dustin O'Halloran
7. Les Barricades Mystérieuses – François Couperin / Reitzell
8. Fools Rush In (Kevin Shields Remix) – Bow Wow Wow
9. Avril 14th" – Aphex Twin
10. K. 213 – Domenico Scarlatti / Reitzell
11. Tommib Help Buss – Squarepusher
12. Tristes Apprêts, Pâles Flambeaux – Jean Philippe Rameau / William Christie
13. Opus 36 – Dustin O'Halloran
14. All Cats Are Grey – The Cure

## Accoglienza

### Incassi
In seguito il film ha avuto un grande successo al box office, riportando così un incasso internazionale di circa 60 000 000 di dollari.

### Critica
Il film ha raccolto qualche fischio al Festival di Cannes, ha ricevuto pesanti critiche dal New Yorker, ma è stato elogiato da Le Monde e dal Sunday Times.

## Riconoscimenti
- 2007 - Premio Oscar
  - Migliori costumi a Milena Canonero
- 2007 - Premio BAFTA
  - Nomination Migliore scenografia a K.K. Barrett e Véronique Melery
  - Nomination Migliori costumi a Milena Canonero
  - Nomination Miglior trucco e acconciatura a Jean-Luc Russier e Desiree Corridoni
- 2007 - Nastro d'argento
  - Migliori costumi a Milena Canonero
- 2006 - Festival di Cannes
  - Premio Cinematografico del Sistema Educativo Nazionale Francese a Sofia Coppola
  - Nomination Palma d'oro a Sofia Coppola
- 2006 - Gotham Awards
  - Nomination Miglior film